# العبرمناهجية

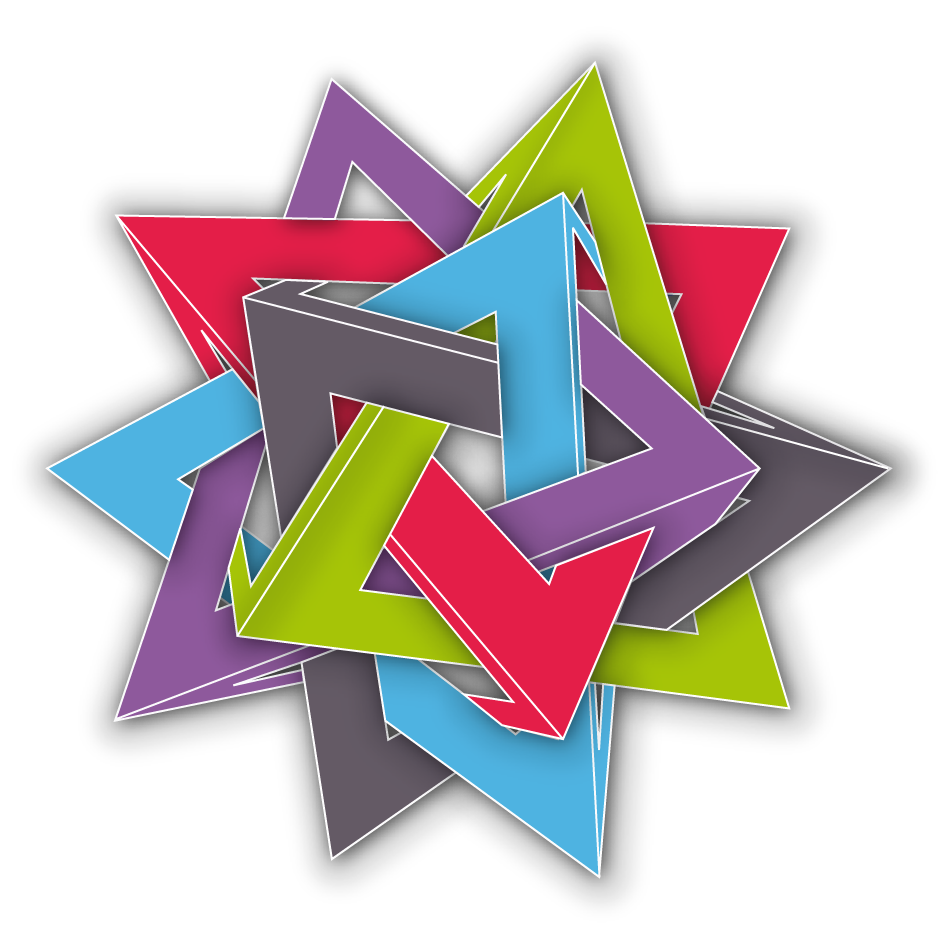

وتشير الدراسات المتعددة أن العبرمناهجية عبارة عن إستراتيجية بحثية تعبر العديد من الحدود التخصصية لوضع نهج شمولي وهو ينطبق علي الجهود البحثية التي تركز على المشاكل التي تعبر حدود اثنين أو أكثر من التخصصات والبحوث المتعلقة بنظم المعلومات الفعالة للبحوث الطبية الحيوية (انظر المعلوماتية الحيوية) ويمكن أن تشير إلى المفاهيم والأساليب التي كانت أصلا التي وضعتها واحدة الانضباط، ولكن الآن تستخدم من قبل العديد من الآخرين، مثل الاثنوغرافيا، طريقة البحث الميداني التي وضعت أصلا في علم الأنثروبولوجيا ولكن الآن تستخدم على نطاق واسع من قبل التخصصات الأخرى. وقد أوضح منتدى بلمونت ان النهج المتعدد التخصصات هو الذي يمكن من إدخال المدخلات وتحديد النطاق عبر المجتمعات العلمية وغير العلمية من أصحاب المصلحة وتيسير طريقة منهجية التصدي للتحدي. ويشمل ذلك المبادرات التي تدعم بناء القدرات اللازمة للنجاح في صياغة الإجراءات البحثية وتنفيذها.

## الاستخدام
العابر للتخصصات تعتمد على منهجين أساسيين

### استخدام الألمانية
يشير مصطلح العابر للتخصصات في البلدان الناطقة باللغة ألمانية إلى تكامل اشكال متنوعة من البحوث ويتضمن أساليب محددة ربط المعرفة بحل المشاكل. وقد عرض مؤتمر 2003 في جامعة غوتنغن المعاني المتنوعة لتعدد التخصصات وما بينها وعبرها وقدم اقتراحات تقاربها دون القضاء على الأعراف الحالية.
وعندما تكون طبيعة المشكلة ذاتها موضع نزاع، فإن التخصصات التي يمكن ان تساعد على تحديد المشاكل الأكثر أهمية والمسائل البحثية المعنية. ويتعلق النوع الأول من الاسئله بسبب المشاكل الراهنة وتطورها في المستقبل (معرفه النظام). ومن الشواغل الأخرى ما هي القيم والمعايير التي يمكن استخدامها لتشكيل أهداف عملية حل المشاكل (المعرفة المستهدفة). ويتعلق الثالث بالكيفية التي يمكن بها تحويل الحالة الاشكاليه وتحسينها (المعرفة بالتحول). ويتطلب التحول إلى التخصصات معالجة ملائمة لتعقيد المشاكل وتنوع التصورات المتعلقة بها، والمعرفة المجردة والمعارف الخاصة بحالات محددة، والممارسات التي تعزز الصالح العام
وتنشأ العبرمناهجية عندما يتفاعل الخبراء المشاركون في مناقشة وحوار مفتوحين، مما يعطي وزنا مساويا لكل منظور ويتصل بهم بعضهم البعض وهذا أمر صعب بسبب الكمية الهائلة من المعلومات المعنية، وبسبب إينكومينسورابيليتي اللغات المتخصصة في كل ميدان من مجالات الخبرة. للتفوق في ظل هذه الظروف، يحتاج الباحثون ليس فقط في العمق المعرفة والدراية من التخصصات المعنية، ولكن المهارات في الاعتدال والوسطية، والجمعيات ونقل.

### استخدام أكثر شيوعا
كما يستخدم مصطلع العابر للتخصصات للدلالة على وحدة المعرفة وراء التخصصات.
قدم جان بياجيه هذا الاستخدام للمصطلح في 1970، وفي 1987، اعتمد المركز الدولي للبحوث المتعددة التخصصات (CIRET) ميثاق الدراسات المتعددة في المؤتمر العالمي الأول من التلمذة، كونفينتو دا البرتغال، 1994 تشرين الثاني/نوفمبر.
وفي نهج CIRET ، تختلف العابر للتخصصات اختلافا جذريا عن تلك المتداخلة وفيما يتعلق بالعبرمناهجية فإنها تتعلق بنقل الأساليب من نظام إلى آخر، مما يسمح بأن تمتد البحوث على الحدود التأديبية، ولكنها تبقى في إطار البحوث التأديبية.
كما تشير المقدمة "trans"، بإن التخصص في العابر للتخصصات هو الذي يقع في وقت واحد بين التخصصات، عبر التخصصات المختلفة، وخارج كل تخصص فردي وهدفها هو فهم العالم الحالي والذي من بين ضروراته وحدة المعرفة الشاملة.
من الخصائص المميزة الحاسمة للبحث متعدد التخصصات هو إشراك أصحاب المصلحة في تحديد أهداف واستراتيجيات البحث من أجل دمج أفضل لنشر التعلم الذي ينتج عن البحث. يعتبر التعاون بين أصحاب المصلحة ضروريًا   - ليس فقط على مستوى التعاون الأكاديمي أو التأديبي، ولكن من خلال التعاون النشط مع الأشخاص المتأثرين بالبحث وأصحاب المصلحة في المجتمع. وبهذه الطريقة، يصبح التعاون متعدد التخصصات قادرًا بشكل فريد على المشاركة بطرق مختلفة للتعرف على العالم، وتوليد معرفة جديدة، ومساعدة أصحاب المصلحة على فهم وإدماج النتائج أو الدروس المستفادة من البحث.
يتم تعريف مهج العابر للتخصصات من قبل باساراب نيكوليسكو من خلال ثلاثة المسلمات المنهجية: وجود مستويات الواقع، ومنطق الوسط المدرجة والتعقيد. في وجود عدة مستويات من الواقع الفضاء بين التخصصات وخارج التخصصات مليء بالمعلومات. الاهتمامات البحثية التأديبية وبنفس المستوى من الواقع وعلاوة على ذلك في معظم الحالات، فإنه يتعلق فقط شظايا من مستوى واحد من الواقع. وعلى النقيض من ذلك فإن التخصصات المتعددة تتعلق بالديناميات التي يولدها عمل عدة مستويات من الواقع في آن واحد. اكتشاف هذه الديناميكيات يمر بالضرورة من خلال المعرفة التأديبية. وفي حين انه ليس نظاما جديدا أو انضباطا جديدا، فان التخصصات المتعددة تغذيها البحوث التأديبية؛ بدوره، يتم توضيح البحوث التأديبية عن طريق المعرفة عبر التخصصات بطريقه جديده وخصبه. وبهذا المعنى، فان البحوث التأديبية والمتعددة التخصصات ليست عدائيه بل متكاملة. وكما هو الحال بالنسبة للتأديب، فإن البحوث المتعددة التخصصات ليست عدائية ولكنها مكملة للبحوث التعددية والبحثية المتداخلة.
وفقًا لـ نيكولاس، فإن العبرمنهجية تختلف اختلافًا جذريًا عن التخصصات المتعددة نظرًا لهدفها وفهم العالم الحالي، والذي لا يمكن تحقيقه في إطار البحوث التأديبية. يبقى هدف العبرمناهجية وتعدد التخصصات دائمًا في إطار البحوث التأديبية. إذا كان الخلط بين التخصصات في كثير من الأحيان مع التخصصات متعددة التخصصات أو متعددة التخصصات (وعلى نفس المنوال، نلاحظ أن التخصصات متعددة غالباً ما يتم الخلط بينها وبين التخصصات المتعددة) وهذا ما يفسر إلى حد كبير من خلال حقيقة أن جميع الحدود الثلاثة تجاوز التخصصات. يحافظ المدافعون على هذا الارتباك يخفي الإمكانات الهائلة للتعددية التخصصات.
وفي الوقت الراهن فإن العابر للتخصصات تعامل تعتبر تخصص العلمي هو مجال أكاديمي موحد يؤدي إلى بحوث تطبيقية جديدة لا سيما في أمريكا اللاتينية ومنطقة البحر الكاريبي. وبهذا المعنى فإنها العبرمناهجية والعلوم البيولوجية التي أجريت في قضية خافيير كولادو في التاريخ الكبير إيكولوجيا للمعرفة بين المعارف العلمية والحكمة المتوارثة للشعوب الأصلية، مثل الشعوب الأصلية في اكوادور. وفقا ل Collado والمنهجية المتعددة التخصصات المطبقة في مجال التاريخ الكبير تسعى إلى فهم الترابط بين الجنس البشري مع مستويات مختلفة من الواقع التي تتعايش في الطبيعة وفي الكون وهذا يشمل باطني التجارب الروحية، موجودة جدا في طقوس الشامسيه مع اياهواسكا والنباتات المقدسة الأخرى. وخلاصة الأمر أن تدريس التاريخ الكبير في جامعات البرازيل واكوادور وكولومبيا والأرجنتين ينطوي على رؤية متعددة التخصصات تدمج وتوحد الرسائل المعرفية المتنوعة الموجودة في التخصصات العلمية وفيما بينها وخارجها وبما في ذلك حكمة الأجداد والروحانية والفن والعواطف، والتجارب الصوفية وغيرها من الأبعاد المنسية في تاريخ العلم وخاصة من خلال نهج الوضعية.

## التعليم العبرمناهجي
والتعليم العبرمناهجي هو التعليم الذي يجمع بين التخصصات المختلفة بطريقة متناغمة لبناء معارف جديدة ورفع مستوى القدرات المعرفية والمعارف والمهارات المستدامة إلى مجالات أعلى وهي تتضمن شبكات عصبية أفضل للتعلم مدى الحياة (Sindhya ، 2019). https://www.slideshare.net/sindhyaajith/trans-disciplinary-education

## الفنون والعلوم الإنسانية
ويمكن الاطلاع على العبرمناهجية في الفنون والعلوم الإنسانية فعلى سبيل المثال تسعى الزمالة الكوكبية  "لتطوير الخطاب العبرمنهجي في التقارب بين الفن والعلوم والتكنولوجيا وبحوث الوعي وفنون العلوم المواد البلاستيكية (PSA) وهي مجموعة البحوث التي تطور الطب البيطري والنهج المتعلقة بالعلوم الإنسانية والعلاقات الأساسية وكذلك مجال الفن والعلوم.

## تعليم عالمي
ويمكن أيضا العثور على العبر منهجية في التعليم العالمي. على سبيل المثال، مجلة التعليم العالمية، وهي مجلة دولية تدعمها اليونسكو والمفوضية:  العبرمناهجية تمثل جرثومة قادرة على تعزيز التنمية الذاتية للروح التطورية للوعي النقدي الداخلي من حيث الدين والعلم متكاملان. وينبغي ان يكون الاحترام والتضامن والتعاون معايير عالمية للتنمية البشرية برمتها بلا حدود. وهذا يتطلب تغييرا جذريا في النماذج الوجودية للتنمية المستدامة والتعليم العالمي والمجتمع العالمي. ويجب أن نعتمد على الاعتراف بتعددية النماذج والثقافات والتنويع الاجتماعي-الاقتصادي بالإضافة إلى التنوع البيولوجي هو السبيل لظهور أنواع جديدة، فإن التنوع الثقافي يمثل الإمكانات الخلاقة للمجتمع العالمي. 

## العلوم الإنسانية
ويصبح نطاق التخصص العابر واضحا عندما تكون المسائل الرئيسية الأربع للبحوث البيولوجية ((1) السببية، (2) اونتوجيني، (3) التكيف، (4) تاريخ سلالات [بعد نيكو tinbergen 1963، انظر أيضا الاسئله الاربعه tinbergen ، را. أرسطو: السببية/أربعه أسباب رئيسيه]) بياني ضد مستويات مختلفه من التحليل (مثل الخلية، الجهاز، الفرد، المجموعة؛ [cf.  «القوانين حول مستويات التعقيد» من نيكولاي هارتمان 1940/1964, انظر أيضا روبرت ريدل 1984])
|         | تسبيب | تطور الجنين | تكيف | نسالة |
| مركب    |       |             |      |       |
| زنزانة  |       |             |      |       |
| عضو     |       |             |      |       |
| فرد     |       |             |      |       |
| مجموعة  |       |             |      |       |
| المجتمع |       |             |      |       |

في هذا  «مخطط ترانستوريناريتي», جميع التخصصات الانثروبولوجيه (الفقرة ج في الجدول من ملف pdf أدناه), أسئلتهم (الفقرة ا: انظر ملف pdf) والنتائج (الفقرة ب: انظر ملف pdf) يمكن ان تتشابك وتخصيصها مع بعضها البعض أمثله كيف هذه الجوانب الخوض في تلك المربعات الصغيرة في المصفوفة، انظر على سبيل المثال الجدول  «اطار البحوث الانثروبولوجيه» (PDF).  «اطار البحوث الانثروبولوجيه» (PDF). CS1 الصيانة: بوت: الأصلي—حاله url غير معروف (رابط) يتضمن هذا المخطط"The Framework of Anthropological Research" (PDF). مؤرشف من الأصل (PDF) في 2014-07-07. "The Framework of Anthropological Research" (PDF). مؤرشف من الأصل (PDF) في 2014-07-07. صيانة CS1: BOT: حالة عنوان url الأصلي غير معروفة (الرابط) 
ويشمل هذا المخطط جميع مجالات البحوث الانثروبولوجيه (لا أحد مستبعد). وهي نقطة الانطلاق ترتيب منهجي لجميع العلوم الإنسانية، وأيضا مصدر للتواصل المستمر وهيكله نتائجها. هذا  «الحيوية العقلية الاجتماعية» الإطار التوجيهي هو أساس لتطوير  «النظرية الأساسية للعلوم الإنسانية» ولتوافق الآراء عبر التخصصات. (في هذه المصفوفة التوجيهية المجدولة تكون الاسئله والمستويات المرجعية في الخط المائل هي أيضا موضوع العلوم الإنسانية.) وكان نيكو تينبرغن على دراية بكل من الفئتين المفاهيمية (أي المسائل المركزية الأربع للبحوث البيولوجية ومستويات التحليل)، وقد قام بالجدولة غيرهارد ميديكوس. ومن المؤكد ان المنظور الإنساني ينطوي دائما على تركيز متعدد التخصصات. ومن الأمثلة الجيدة والكلاسيكية لخلط العلوم المختلفة جدا العمل الذي طوره لايبنتز في القرنين السابع عشر والثامن عشر من أجل إنشاء نظام عالمي للعدالة.

### اقتباسات
1. ↑  Nicolescu 2002
2. ↑  Wickson, F., Carew, A.L. & Russell, A.W. 2006
3. ↑  Hult, F.M. (2010). Theme-based research in the transdisciplinary field of educational linguistics. In F.M. Hult (Ed.), Directions and prospects for educational linguistics (pp. 19-32). New York: Springer.

## روابط خارجية
- مركز البحوث المتكاملة
- شبكة متعددة التخصصات، أكاديميات الفنون والعلوم السويسرية
- دراسات حالة متعددة التخصصات في ETH زيوريخ
- المركز الدولي للبحوث متعددة التخصصات موقع المركز الدولي للبحوث متعددة التخصصات (CIRET). E- زين «لقاءات متعددة التخصصات».
- الدراسات متعددة التخصصات سلسلة كتاب مخصص للبحث متعدد التخصصات.
- Gerhard Medicus. "Basic Theory of Human Sciences". مؤرشف من الأصل (ppt; with explanations in the notes) في 2018-02-09.
- Gerhard Medicus. "Being Human – Bridging the Gap between the Sciences of Body and Mind. Berlin (2015): VWB" (PDF). مؤرشف من الأصل (pdf) في 2019-12-07.
- مؤسسة حوار المعرفة العالمية
- Сoncept المدرسة الروسية من التخصصات
- مقال من المدرسة الروسية لتخصص التخصصات 2007-2019
- كتب المدرسة الروسية لتخصص التخصصات 2007-2019
- دراسات متعددة التخصصات في جامعة كليرمونت للدراسات العليا
- PLASTIR : مراجعة التخصصات من اللدونة الإنسانية
- مجلة الرابطة الدولية لعلم النفس المتعدد التخصصات
- GAIA: المنظورات البيئية للعلوم والمجتمع: مجلة فصلية متعددة التخصصات للعلماء والأطراف المعنية الأخرى المعنية بأسباب وتحليلات المشاكل البيئية والاستدامة وحلولها.
- تنشر مجلة التعليم العالمية المعرفة المتخصصة بمحتويات متعددة، ومتعددة التخصصات، مع أعمال أصلية من البحوث والدراسات والاستعراضات والخبرات المبتكرة لتحسين إدارة وممارسة المؤسسات والمنظمات ذات الأنشطة التعليمية الإنسانية والخيرية. يأتي كتابهم المفضلون من مجتمع علمي تعليمي له مشاريع دولية وأنشطة إنسانية وتطوعية، بالإضافة إلى تعاون وتطوير: المؤسسات التعليمية العامة والخاصة، والمنظمات غير الحكومية، ورابطات التنمية والتعاون، والمتطوعون الدوليون، إلخ.